# Janusz Bryczkowski
Janusz Bryczkowski (ur. 19 stycznia 1948 w Piszu) – polski polityk o poglądach nacjonalistycznych i przedsiębiorca.

## Życiorys

### Wykształcenie i działalność zawodowa
W latach 70. podjął nieukończone ostatecznie studia prawnicze. Prowadził zakład handlowy w Olsztynie. Był współwłaścicielem wydawnictwa „Świat”. 
W połowie lat 90. był prezesem spółki „Agricost”. W 1994 prokurator przedstawił mu zarzuty zaboru mienia znacznej wartości. W związku z tą sprawą został we wrześniu 1996 zatrzymany przez policję, a następnie tymczasowo aresztowany. Z aresztu wyszedł w 1997, za kaucją w wysokości 100 tys. zł. W 2004 został prezesem firmy Trading Investments Sp. z o.o.. Prowadzi interesy w krajach Europy Wschodniej m.in. w Rosji.

### Działalność polityczna
Działał w Zjednoczeniu Patriotycznym „Grunwald”, które reaktywował wraz z Bohdanem Porębą. W 1988 współtworzył i stanął na czele Polskiej Partii Zielonych, z jej ramienia został w 1990 wybrany na radnego Rady Miejskiej Olsztyna. Zgłosił swą kandydaturę w wyborach prezydenckich w 1990, nie udało mu się jednak zebrać wymaganych 100 tys. podpisów. W wyborach parlamentarnych w 1991 bez powodzenia ubiegał się o mandat poselski (z listy koalicji Polskiej Partii Ekologicznej i Polskiej Partii Zielonych). Partia zasłynęła wówczas z niecodziennych spotów wyborczych, w których obok Janusza Bryczkowskiego występował bioenergoterapeuta mający leczyć ludzi z chorób poprzez telewizyjne seanse. W lipcu 1992 został wykluczony z PPZ.
W tym samym roku przystąpił do Związku Zawodowego „Samoobrona” oraz partii Przymierze Samoobrona, niedługo po utworzeniu tego ugrupowania. Objął funkcję wiceprzewodniczącego tej partii. Przed wyborami parlamentarnymi w 1993 był pełnomocnikiem wyborczym utworzonego przez to ugrupowanie KW „Samoobrona-Leppera”. W wyborach tych bez powodzenia kandydował z listy tego komitetu do Sejmu w województwie suwalskim (otrzymał 3443 głosy). W 1994 został wykluczony z Przymierza Samoobrony po dokonaniu nieudanej próby usunięcia ze stanowiska lidera ugrupowania Andrzeja Leppera. W wyborach samorządowych w tym samym roku bez powodzenia ubiegał się o mandat radnego gminy Warszawa-Centrum z ramienia komitetu Front Narodowy Samoobrona.
Następnie objął funkcję przewodniczącego Polskiego Frontu Narodowego, zrzeszającego polskie środowiska skinheadów. Utrzymywał bliskie kontakty z Władimirem Żyrinowskim, którego nakłonił do przyjazdu do Polski w 1994. W 1994 powiedział m.in.: żeby zaprowadzić porządek prawny w Polsce, trzeba rozstrzelać milion osób.
W 1995 opuścił PFN, na krótko przed jego likwidacją. Ogłosił chęć startu w wyborach prezydenckich w tym samym roku, do którego ostatecznie nie doszło ze względu na niezebranie 100 tys. podpisów poparcia. W wyborach samorządowych w 1998 bezskutecznie kandydował do rady powiatu piskiego z listy komitetu Bóg, Rodzina i Ojczyzna. 
W marcu 2017 zasiadł w radzie krajowej partii Samoobrona i został skarbnikiem ugrupowania. W 2019 został członkiem zarządu Akcji Zawiedzionych Emerytów Rencistów. W 2023 ponownie wybrany w skład prezydium Samoobrony.